# Charles Darwin
Charles Robert Darwin (Shrewsbury, Shopshire, Engleska, 12. veljače 1809. – Downe, Kent, Engleska, 19. travnja 1882.), engleski znanstvenik i prirodoslovac. Darwin je autor prve moderne teorije o evoluciji živih bića pomoću koncepta razvijanja svih životnih oblika procesom prirodnog odabira. Ta teorija je po njemu dobila i naziv darvinizam.

## Životopis

### Porijeklo
Darwin je rođen kao peto dijete dobrostojeće engleske obitelji, otac mu je bio uspješni i imućni liječnik Robert Waring Darwin. Njegov pradjed s majčine strane bio je uspješni trgovac porculanskom i lončarskom robom Josiah Wedgwood, a pradjed s očeve strane bio je u 18. stoljeću dobro znani psiholog i učenjak Erasmus Darwin. Njegov je djed, Erasmus Darwin, također liječnik, stekao svjetski ugled svojim poetičnim opisima prirodnog svijeta. Prvi je Erasmus Darwin progovorio o evoluciji u epu u stihovima Zoonomija ili zakoni organskog života
Charlesova je majka bila kći Josie Wedgewooda, osnivača danas poznate tvornice porculana, aktivna sudionika intelektualnog života onog doba koji ga je povezao ne samo s Erasmusom Darwinom nego i s Josephom Priestleyem, tadašnjim slavnim kemičarom.

### Na sveučilištu
Nakon završetka školovanja u elitnoj školi u rodnom Shrewsburyu (1825.) mladi je Darwin upisao medicinu i teologiju na sveučilištu u Edinburghu. Godine 1827. izbačen je sa studija medicine i upisao se na sveučilište Cambridge, s ciljem da postane svećenik Engleske crkve. Tamo je susreo geologa Adama Sedgwicka i prirodoslovca Johna Henslowa.
Henslow ne samo da je pomogao Darwinu da izgradi samopouzdanje nego je svog učenika podučio kako da bude pažljiv i savjestan promatrač prirodnih fenomena i skupljač primjeraka. Nakon završenog studija na Cambridgeu 1831. godine u svojoj dvadesetdrugoj godini Darwin se, uglavnom na Henslow nagovor, ukrcao na brod HMS Beagle i pridružio se ekipi prirodoslovaca na znanstvenom putovanju po svijetu. Darwin je na tom putovanju dobio priliku da promatra geološke formacije koje su pronađene na različitim kontinentima i otocima kao i velik broj fosila i organizama. U svojim geološkim opservacijama Darwina je najviše impresionirao učinak koji su imale prirodne sile na zemljinu površinu. U to doba većina geologa zastupala je teoriju kako su pojedine vrste životinjskog i biljnog svijeta nastajale nezavisno jedna od druge, te da je svaka prošla kreacija uništena iznenadnom katastrofom, kao što je npr. potres ili savijanje zemljine površine. Prema toj teoriji posljednja katastrofa bila je ona povezana s Noinom arkom koja je izbrisala sve životne oblike osim onih koji su se ukrcali u Noinu arku. Ostali primjerci životnih oblika postali su fosili. Prema tom gledištu vrste, kreirane neovisno jedna od druge, nisu bile u mogućnosti mutirati što ih je činilo nepromjenjivim za sva vremena.
Katastrofičnu tezu (ali ne i nemutaciju vrsta) izmijenio je engleski geolog sir Charles Lyell u svojoj knjizi u dva sveska Principi geologije (Principles of Geology) (1830. – 1833.). Lyell je ustvrdio kako zemljina površina prolazi kroz stalne promjene što je rezultat djelovanja prirodnih sila kroz duži vremenski period. Dok je boravio na HSM Beagleu Darwin je zaključio kako mnoga Lyellova zapažanja odgovaraju onome što je sam uočio, iako je također zamijetio kako se neki nalazi na koje je naišao kose s jednim dijelom gledišta koja je Lyell zastupao. Tako je, na primjer, zapazio da na otočju Galápagos postoji jedinstvena vrsta kornjača, američkog drozda i zeba koje su, unatoč tome što su blisko povezane, različite u strukturi i prehrambenim navikama od otoka do otoka. Ta opažanja natjerala su Darwina da si postavi pitanje je li moguće da postoje veze između različitih ali i sličnih vrsta.

### Darwinova teorija
Nakon što se 1836. vratio u Englesku svoje ideje o promjenjivosti vrsta objavio je u djelu Bilješke o transmutaciji vrsta (Notebooks on the Transmutation of Species). Darwin se u svome stajalištu o razvijanju organizama još više učvrstio nakon što je pročitao Esej o principima stanovništva (An Essay on the Principle of Population) iz 1798. godine, djelo britanskog ekonomiste Thomasa Roberta Malthusa. U tom djelu Malthus objašnjava kako je ljudska populacija ostala uravnotežena, naime autor je tvrdio kako povećanje izvora hrane nije jednoznačno s geometrijskom rastom broja stanovnika. Kao ključne faktore naveo je oskudice i bolesti te društevna događanja poput rata. Darwin je odmah Malthusove argumente primijenio na životinje i biljke i 1838. godine načinio nacrt teorije evolucije putem prirodne selekcije.
Naredna dva desetljeća radio je na ovoj teoriji i još nekim prirodno-povijesnim projektima (Darwin je bio prilično bogat i nikada nije imao potrebu za dodatnim prihodima). Godine 1839. oženio se svojom rođakinjom Emmom Wedgwood, a nešto kasnije preselio se na malo imanje Down House izvan Londona. Tamo je sa suprugom podizao desetoro djece, od kojih je troje umrlo u ranom djetinstvu. Darwin je svoju teoriju prvi puta objavio 1858. godine u novinama, istovremeno kada je to učinio i Alfred Russel Wallace, mladi prirodoslovac koji je nezavisno od Darwina došao do istog zaključka. Darwinova teorija je u cijelosti objavljenja 1859. godine pod naslovom Postanak vrsta (The Origin of Species). Podnaslov knjige se naziva  "The Origin of Species by Means of Natural Selection or the Preservation of Favoured Race in the Struggle for Life - Podrijetlo vrsta uz pomoć prirodne selekcije ili preživljavanje povlaštenih rasa u borbi za opstanak". Bio je to uvod u rasnu teoriju i neizbježnost istrebljenja rasa (u eng. izvorniku On the Origin of Species by Means of Natural Selection, or the Preservation of Favoured Races in the Struggle for Life). Knjiga koju su nazvali knjigom koja je šokirala svijet, prodala se u potpunosti već prvi dan te je naknadno tiskano još šest izdanja (Darwin ju je pripremao pune 22 godine).

### Kritika Darwinove knjige "Postanak vrsta"
Reakcija na Darwinovu knjigu bila je vrlo brza. Neki biolozi (Adam Sedgwick i John Stevens Henslow) spočitavali su Darwinu kako ne može dokazati svoje hipoteze, tj. da fosilni nalazi jednostavno ne potkrjepljuju njegovu teoriju. Drugi su kritizirali Darwinovu koncepciju o razvijanju različitih vrsta iz jedne. Međutim najžešći napadi na Darwinovu teoriju nisu dolazili od znanstvenika već od strane crkvenih predstavnika. Oni su mu spočitavali da teorija o prirodnoj selekciji poriče utjecaj Boga na stvaranje čovjeka i stavlja čovjeka na istu razinu sa životinjama.
Ostatak života Darwin je proveo proširujući različite aspekte problema koje je postavio u svom djelu. Stoga je kasnije objavio još nekoliko knjiga u kojima je te probleme nastojao obrazložiti: The Variation of Animals and Plants Under Domestication (1868.; Promjenjivost životinja i biljaka pod domaćim uvjetima), The Descent of Man (1871.; Podrijetlo čovjeka), The Expression of the Emotions in Animals and Man (1872.) i The Descent of Man and Selection in Relation to Sex (1872.). Važnost Darwinova rada prepoznali su njegovi suvremenici te je Darwin izabran u Kraljevsko društvo (Royal Society) 1839. godine i u Francusku akademiju znanosti (1878.). Odana mu je počast i mjestom pokopa u Westminster opatiji, nakon što je 19. travnja 1882. preminuo u mjestu Downe.
U biologiji se rabi oblik Darwin kad se citira botaničko ime.

## Optužbe o plagijatu
Prilikom tiskanja prvog izdanja "Postanak vrsta" Charles Darwin je izostavio prvo poglavlje koje je bilo uobičajeno u tom vremenu, gdje znastvenici davaju priznanje drugim znastvenicima i ostalima koji su utjecali na njihovo djelo. Ovim izostankom Darwin je primio mnoge kritike, jer time je "posvojio" sve ideje koje je predstavio svojom djelu. Osobito ljutit bio je britanski fizičar i teolog Baden Powell, u kasnijim izdanjima "Postanka vrsta" Charles Darwin je bio dodao poglavlje u predgovoru, no u mnogim slučajevima je on je izostavio poneke znastvenike ili je naveo znastvenike koji nisu ništa značili. Špekulacije oko kašnjenja prvog izdanja knjige vrtile su se oko kontrovernosti ideja, atribucija ideja drugima i sebi, kao i nesposobnosti Charlesa Darwina da skupi i navede sve prijašnje utjecaje. Postoji i legenda da Charles Darwin je nikada nije vratio posuđeno djelo Al-Jahiza "Knjiga o životinjama" iz knjižnice Britanskog muzeja. Dugo godina postojale i još postoje opužbe protiv Charlesa Darwina da je ideju o evoluciji "ukrao" od drugih i predstavio kao svoju ideju. Jedna od optužbi protiv Darwina bila je da je ideju o evoluciji "ukrao" od britanskog znastvenika Alfreda Wallacea. Prema nekim nagađanjima Wallace je 1858. godine poslao svoj esej Darwinu da on taj esej prosljedi britanskom geologu Charlesu Lyellu dok se on nalazio u na nekom indonežanskom otoku. U tom eseju bile su wallacove ideje o evoluciji, i navodno prema nekima Darwin je iskoristio ovu priliku i preradio svoje ideje o evoluciji. U nedavnim istraživanjima ova tvrdnja je pronađena da nije istinita, jer pretragom datuma na pismima, dnevnicima te obradom starih novina i arhiva lučkih kapetanija u Engleskoj datumi se nisu podudarali.

## Darwinova ostavština
Darwina su smatrali velikim intelektualnim revolucionarom koji je inaugurirao novu kulturnu eru čovječanstva, eru koja je bila druga i konačna faza kopernikanske revolucije koja je započela u 16. i 17. stoljeću pod vodstvom ljudi kao što su bili Nikola Kopernik, Galileo Galilei i Isaac Newton. Tada je kopernikanska revolucija označila početak doba moderne znanosti. Otkrića u astronomiji i fizici srušila su tradicionalne koncepte o svijetu i univerzumu u kojem živimo. Planet Zemlja više se nije smatrala centrom univerzuma, već je postala mali planet koji kruži oko jedne od mnoštva zvijezda. Godišnja doba i kiše koje omogućavaju proizvodnju hrane na usjevima, kao i razorne oluje i druge vremenske prilike i neprilike više nisu bile dio praznovjerja, već su postale poznate značajke prirodnih procesa, a kruženje planeta oko Sunca bilo je objašnjeno istim zakonima koji su se upotrebljavali za izračunavanje putanje topovskih kugli na Zemlji.
Značaj ovih i drugih sličnih otkrića je bio taj da su ona dovela do ideje o univerzumu kao materijalnom sustavu, koji je u neprestanom kretanju, a kojim vladaju isključivo prirodni zakoni. Funkcioniranje univerzuma više nije trebalo biti objašnjavano nepogrešivom voljom božanskog Tvorca. Umjesto toga, promišljanje o pojavama u prirodi prebačeno je u domenu znanosti gdje će one konačno biti objašnjene, čovjeku razumljivim, prirodnim zakonima. Prirodne pojave poput plime i oseke, pomrčine sunca i kretanja planeta na noćnom nebu mogle su se predvidjeti, kad god su uzroci tih pojava bili dovoljno poznati. Darwin je prikupio dokaze koji pokazuju da se evolucija dogodila, da različiti organizmi dijele zajedničko podrijetlo te da su se živa bića drastično mijenjala tijekom duge povijesti našeg planeta. Što je još važnije, znanstvenim stajalištem da je priroda sustav materije u gibanju kojim vladaju prirodni zakoni, jednim jedinim djelom - knjigom "Postanak vrsta", uspio je obuhvatiti i sav živi svijet.
Prije Darwina, postanak svih živih bića i njihova začuđujuća sposobnost prilagodbe, bili su pripisivani kreaciji sveznajućeg Boga. On je stvorio ribe u vodama, ptice u zraku i sve vrste kopnenih životinja i biljaka. Bog je svojim kreacijama podario škrge da mogu disati pod vodom, krila da mogu letjeti zrakom, oči da mogu vidjeti, a ptice i cvijeće tako je obojao kako bi ljudi mogli u njima uživati i prepoznati mudrost božju. Kršćanski teolozi, od Tome Akvinskog pa nadalje, tvrdili su da je prisustvo dizajna, namjere u stvaranju koja je vidljiva, štoviše očigledna kod svih živih bića, krunski dokaz postojanja vrhovnog Tvorca. Argument božanske namjere u kreaciji bio je "peti način" dokazivanja Boga u tezama Tome akvinskog.
Britanski teolog William Paley u svom djelu "Prirodna teologija" (1802.) poslužio se saznanjima o povijesti živog svijeta, fiziologijom i drugim tadašnjim znanstvenim spoznajama kako bi učvrstio tezu o tome kako je život stvoren od božanskog bića. Tako je ustvrdio da ako bi netko našao sat, čak i u nenaseljenoj pustinji, da bi sklad mnoštva dijelova te naprave prisilio tu osobu da zaključi da je taj predmet napravio vješt urar. Nastavio bi analogijom s ljudskim okom za koje je tvrdio da je puno složenije i savršenije od sata, ako se u obzir uzmu dijelovi oka poput prozirne leće, mrežnice postavljene na točnoj udaljenosti kako bi se formirala slika i velikog živca koji prenosi signale do mozga. Ovaj argument u korist dizajna od strane stvoritelja je bio naizgled jak. Ljestve su napravljene za penjenje, nož za rezanje, a sat za određivanje vremena. Njihov funkcionalni dizajn nas upućuje na činjenicu da su te predmete izradili drvodjelac, kovač i urar. Slično tome, očigledno funkcionalan dizajn životinja i biljaka upućuju na postojanje božanskog Tvorca.
Darwinov genij je bio u tome što je uspio dati prirodno i znanstveno objašnjenje za organizaciju i funkcionalni dizajn živih bića. Prihvatio je činjenice prilagodbi - ruke su za hvatanje, oči za gledanje a pluća za disanje, ali je ipak uspio dokazati da sve mnoštvo biljaka i životinja, sa svim svojim prilagodbama i različitostima, može biti objašnjeno procesom prirodnog odabira, bez ikakve pomoći Tvorca ili nekog drugog natprirodnog mehanizma. To postignuće, kako će se pokazati, imalo je intelektualne i kulturne posljedice koje su bile dublje i trajnije od samih dokaza koje je Darwin upotrijebio kako bi svoje suvremenike uvjerio u činjenicu o evoluciji.

## Važnija djela
- Bilješke o transmutaciji vrsta (Notebooks on the Transmutation of Species - 1836.)
- Putovanje jednog prirodoslovca oko svijeta (Journal of Researches into the Natural History and Geology of the Countries Visited during the Voyage of H. M. S. Beagle Round the World, poznato pod kraćim nazivom kao The Voyage of the Beagle - 1839.), Novo pokoljenje, Zagreb/Beograd 1949.
- Postanak vrsta putem prirodnog odabira ili očuvanje povlaštenih rasa u borbi za život (On the Origin of Species by Means of Natural Selection or the Preservation of Favoured Races in the Struggle for Life - 1859.), Naklada Ljevak, Zagreb, 2000.
- Mijenjanje životinja i biljaka pri udomaćivanju (The Variation of Animals and Plants Under Domestication - 1868.)
- Podrijetlo čovjeka i odabir ovisan o spolu (The Descent of Man and Selection in Relation to Sex  - 1871.), Školska knjiga, Zagreb 2007.
- Izražavanje osjećaja u životinja i čovjeka (The Expression of the Emotions in Animals and Man - 1872.)

## Vanjske poveznice
- Galapagos
- Charles Darwin
- The Complete Work of Charles Darwin
- Darwin Correspondence Project
- Adam Sedgwick to Darwin